# Andreas Reuter (Musiker)
Andreas Reuter (* 1982 in Leipzig) ist ein deutscher Pianist, Chorleiter und Musikpädagoge.

## Biografie
Reuter studierte an den Musikhochschulen Leipzig und Berlin Korrepetition, Klavier und Chordirigieren. Seit 2013 unterrichtet er im Lehrauftrag an der Musikhochschule in Leipzig.

## Chorleiter
Als Chorleiter der traditionsreichen Robert-Franz Singakademie verantwortete Reuter neben chorsinfonischen Konzerten (Bachs Weihnachtsoratorium, Dvorak Messe D-Dur, Mendelssohns Elias, Brahms Ein Deutsches Requiem, Rossinis Petite Messe solennelle) auch A -cappella-Projekte und Einstudierungen für die Staatskapelle Halle wie mit Beethovens 9. Sinfonie, Händels „Semele“ unter Leitung von Howard Arman, Verdis „Requiem“ unter Hartmut Haenchen oder Holsts „Neptun“. Er ist künstlerischer und organisatorischer Leiter des Leipziger Kammerchores, den er im Jahr 2015 neu formierte. Dabei standen u. a. Konzerte mit dem Leipziger Barockorchester (2019/2021) und Kooperationen mit der Erzgebirgischen Philharmonie Aue auf dem Programm. Reuter ist künstlerischer und organisatorischer Leiter des Ensembles Consart. Mit A-cappella-Werken wie Schönbergs Friede auf Erden sowie Werken von Bach und Schütz (Kantaten, Motetten), Uraufführungen zeitgenössischer Werke (Kantaten und Kammeropern) und Kindersingspielen konzertierte das Ensemble u. a. in der Eisenacher Georgenkirche, der Leipziger Thomaskirche und auf Konzertreisen in Israel 2016, 2018 und 2022. 2011 bis 2017 war Reuter als Chorleiter des Freiberger Knabenchores engagiert und wirkte mit diesem u. a. bei Orffs Carmina Burana, Puccinis Suor Angelica und La Bohéme am Theater Mittelsachsen sowie an Brittens War Requiem mit.

## Pianist
Mit der Sopranistin Miriam Alexandra gastierte Reuter als Pianist in Deutschland, Polen und Israel. Er ist Pianist und Arrangeur zusammen mit Samuel Seifert (Violine) im Duo Choral Expedition und bearbeitet tradierte Choräle in Stilistiken wie Jazz, Latin oder Pop. Zu Konzerten in Deutschland kamen Produktionen für die Sächsische Staatskanzlei im Leipziger Völkerschlachtdenkmal.